# Digitale Edition
Digitale Editionen sind digitale Publikationen und Editionen von Kulturgütern. Sie sind meist das Ergebnis von Forschung, um Inhalte zu erschließen und für Wissenschaft und Öffentlichkeit nutzbar zu machen. Im Gegensatz zu gedruckten Editionen sind in digitalen Editionen zusätzliche Inhalte und Nutzungsformen wie Multimedia und interaktive Elemente möglich, denen neue Herausforderungen an die Archivierung gegenüberstehen. Aufgrund ihrer Vorteile stellen digitale Editionen inzwischen den Normalfall dar.
Die Erstellung digitaler Editionen erfordert die Analyse, Modellierung, Transkription, Kodierung und Visualisierung des Editionsgegenstandes. Die Berücksichtigung von Standards verbessert dabei die Zugänglichkeit und Wiederverwendbarkeit der Daten und erleichtert die Langzeitarchivierung. Für den Editionsprozess stehen sowohl umfassende virtuelle Forschungsumgebungen als auch Tools für Einzelschritte zur Verfügung.

## Begriffsklärung

### Edition
Kulturelle Artefakte wie literarische Werke können durch die Distanz zwischen ihrem Entstehungszeitpunkt und der Gegenwart einen hohen Erklärungsbedarf entwickeln. Beispielsweise können Wörter ihre Bedeutung verändern, Werkfragmente verloren gehen, unterschiedliche Werkvarianten entstehen oder soziopolitische Umstände, die den Autor und sein Werk geprägt haben, aufgrund mittlerweile veränderter Verhältnisse schwer nachvollziehbar sein. Editionen dienen dazu, diese Distanz zu überbrücken, indem sie den Editionsgegenstand erschließen und ihn aufbereitet dem wissenschaftlichen Publikum sowie der Öffentlichkeit präsentieren. Die Breite und Tiefe der editorischen Eingriffe hängt dabei vom konkreten Editionstyp ab.

### Digitales Paradigma
Unter dem Begriff digitales Paradigma wird der Einfluss der verwendeten Technologien auf Methoden, Inhalte und Nutzungsformen digitaler Editionen diskutiert. Dies geschieht teils im Vergleich zum Paradigma traditioneller (gedruckter) Editionen, teils als eigenständige Auseinandersetzung mit den Möglichkeiten und Herausforderungen des Digitalen. Relevante Aspekte des digitalen Paradigmas in Bezug auf digitale Editionen sind (jeweils in Abgrenzung zu gedruckten Editionen) u. a. Multimedialität, Datenzentriertheit, Offenheit, Prozesshaftigkeit und Interaktivität.

#### Multimedialität
Aufgrund der materiellen Ungebundenheit von digitalen Editionen kann der Editionsgegenstand nicht nur textuell, sondern u. a. auch fotografisch oder audiovisuell repräsentiert werden. So ist die Bereitstellung von Faksimiles bei digitalen Editionen üblich – anders als bei gedruckten Editionen, die aus Platz- und Kostengründen tendenziell auf viele Abbildungen verzichten. In digitalen Editionen können dadurch beispielsweise mittels Abgleich des Faksimiles und des transkribierten Textes leichter Vorgehensweisen und mögliche Fehler identifiziert werden. Durch den Fokus auf die realen Dokumente wird jedoch eine materialistischere Sicht auf den Editionsgegenstand gefördert.

#### Datenzentriertheit
Die Erstellung einer digitalen Edition erfordert die Modellierung des Editionsgegenstandes, der anschließend in unterschiedlichster Weise präsentiert werden kann. Digitale Editionen folgen dabei dem Single Source-Prinzip, d. h. die gewünschten Sichten auf die Daten werden ausgehend von einer einzigen, reichen Datenbasis erstellt. So kann eine Darstellung in verschiedenen Medien generiert werden, beispielsweise als eine Webseite oder als Datensammlung an einer (Programmier-)Schnittstelle. Gleichermaßen können Präsentationen mit unterschiedlicher Erschließungstiefe aus der Datenbasis erstellt werden, etwa eine Textfassung mit normalisierter Schreibweise ohne Annotationen oder eine Textfassung mit Hervorhebung von Named Entities bei Beibehaltung des historischen Sprachbildes. Diese vielfältigen Wiedergabeformen sind im Kontext einer gedruckten Edition nicht realisierbar, die an einer einzigen Präsentationsform orientiert ist.

#### Offenheit
In gedruckten Editionen dient die Buchseite als Präsentationsgrundlage für die Editionsinhalte. Aus Gründen der Handhabbarkeit sowie aus wirtschaftlichen Überlegungen heraus ist die Anzahl dieser Seiten begrenzt. In digitalen Editionen ist diese Beschränkung deutlich abgemildert, wodurch das Einbringen weiterer Kontexte erleichtert wird. Für eine Briefedition könnten beispielsweise neben Faksimiles und Transkriptionen der Briefe umfangreiches Bild- und Textmaterial zu den Absende- und Empfangszeitpunkten und -orten eingebunden werden, um die Inhalte zu kontextualisieren. Diese Tendenz zur Inklusion kann jedoch ohne eine genaue Definition des Editionsgegenstandes in dessen Entgrenzung resultieren.

#### Prozesshaftigkeit
Eine gedruckte Edition dokumentiert häufig als Ergebnis aller editorischen Arbeiten einen Endzustand. Digitale Editionen sind hingegen leicht veränderbar, wodurch die Möglichkeit besteht, bereits früh im Editionsprozess Ergebnisse zu teilen und diese Schritt für Schritt zu erweitern. Somit wird „[d]ie Edition [...] vom Produkt zum Prozess“. Damit geht der Bedarf nach adäquaten Lösungen für die Gewährleistung der Zitierbarkeit und der Nachvollziehbarkeit von Eingriffen in die digitale Edition einher.

#### Interaktivität
Digitale Editionen erlauben als digitale Publikationen unterschiedlichste Möglichkeiten der Interaktion, die sich von Edition zu Edition unterscheiden können. Bereits durch die Verwendung von Links können Benutzer jedoch die editionstypische Vernetzung der Editionsobjekte mit Sachkommentaren und Registern unmittelbarer als in gedruckten Editionen nutzen. Darüber hinaus können Paratexte auch als Pop-Ups erst dann erscheinen, wenn durch Bewegung des Mauszeigers über ein hervorgehobenes Wort Interesse an einer Erläuterung desselben ausgedrückt wird.
Benutzer können zudem durch ihre Eingaben Sichten auf die Editionsdaten generieren, die ihren Bedürfnissen entsprechen. Beispielsweise kann in einer Briefedition über Suchfilter bestimmt werden, dass ausschließlich Briefe des Absenders X an die Empfängerin Y im Zeitraum Z angezeigt werden. In einer digitalen historisch-kritischen Ausgabe eines literarischen Werks mag es hingegen möglich sein, Transkriptionen und Faksimiles verschiedener Textvarianten je nach Bedarf einer synoptischen, d. h. parallel vergleichenden Ansicht hinzuzufügen oder zu entfernen.
Aufgrund der Orientierung an diesen Leitvorstellungen ist es nicht möglich, eine digitale Edition „ohne wesentliche Verluste an Inhalt oder Funktionalität in eine traditionelle (gedruckte) Edition“ zu überführen. Aus den gleichen Gründen gilt sie disziplinübergreifend als Normalfall der Edition.
Darüber hinaus resultiert das digitale Paradigma in „unmittelbare[n] Folgen für Produktion, Bearbeitung, Reproduktion, Organisation und Zirkulation des im Editionsprozess entstehenden Wissens“ und dementsprechend den gesamten editorischen Prozess.

### Abgrenzung

#### Digitalisierte Edition
Eine digitalisierte Edition entsteht, wenn eine gedruckte Edition in diskrete (digitale) Werte konvertiert wird. Dies kann beispielsweise durch Scannen der Buchseiten geschehen. Durch die Digitalisierung wird u. a. die Weiterverarbeitung mit Computern und die Verbreitung in digitalen Medien erleichtert.
Eine digitalisierte Edition kann in dem Sinne als digital beschrieben werden, als dass ihre Daten diskret vorliegen. Es handelt sich im engeren Sinne jedoch (noch) nicht um eine digitale Edition, da die Möglichkeiten des digitalen Paradigmas nicht ausgeschöpft werden. Durch weitere Verarbeitungsschritte – etwa die interne und externe Verlinkung, die Einbindung multimedialer Inhalte, die Auszeichnung der Texte und der genannten Entitäten für verbesserte Zugriffsmöglichkeiten auf die Inhalte – kann jedoch aus einer digitalisierten Edition eine digitale Edition hervorgehen. Die Frage, wann die Schwelle zur digitalen Edition als überschritten gilt, ist noch nicht abschließend geklärt.

#### Hybridedition
Eine Hybridedition liegt vor, wenn eine Edition sowohl in digitalen als auch in analogen Medien publiziert wird.
Die gedruckte Edition zeichnet sich durch ihre materielle Gebundenheit und Linearität aus, die beispielsweise geeignet für eine sequentielle Rezeption des Editionsgegenstandes ist. Durch die stark begrenzten Zugriffsmöglichkeiten (z. B. Register und Inhaltsverzeichnis), Funktionalitäten und Sichtweisen auf den Editionsgegenstand hat sie gegenüber dem Editionsprojekt jedoch „nur spin-off-Charakter“ und kann eine digitale Edition nicht vollständig abbilden.

#### Gedächtnisinstitutionen
Digitale Archive, digitale Bibliotheken und digitale Museen können von digitalen Editionen insbesondere anhand der angestrebten Erschließungstiefe und Zielsetzung abgegrenzt werden. Während die genannten Gedächtnisinstitutionen eine große Menge von Objekten gleichartig erschließen, steht bei digitalen Editionen die vertiefte, kritische Durchdringung und Aufarbeitung eines thematisch begrenzten Gegenstandes im Fokus.

## Geschichte
Die Diskussion um die digitale Edition begann in den 1990er Jahren, als die CD-ROM als billiger Datenträger kommerziell verwendet wurde. Die älteren Versuche, den Computer für kritische Editionen zu verwenden, waren häufig am Vorbild der gedruckten Edition orientiert. Dieser Typus ist inzwischen unter der Bezeichnung elektronische Edition geläufig und markiert damit ein frühes Entwicklungsstadium der digitalen Edition.

## Erstellung digitaler Editionen

### Prototypischer Arbeitsablauf
Das Vorgehen bei der Erstellung von digitalen Editionen textueller Daten lässt sich in die Schritte Analyse, Modellierung, Transkription, Kodierung und Visualisierung unterteilen. Daran schließen sich Maßnahmen zur Gewährleistung der dauerhaften Verfügbarkeit und Zitierbarkeit der erstellten Ressource an, d. h. Aspekte der Langzeitarchivierung.
Zunächst wird der Editionsgegenstand eingehend gesichtet. Ausgehend von den Anforderungen und Zielsetzungen des Projektes werden dann die Eigenschaften des Materials ausgewählt, die in der digitalen Edition repräsentiert werden sollen. Das Ziel ist die Erstellung eines formalen Modells, das für jedes Objekt des Editionsgegenstandes eine einheitlich breite und tiefe Erschließung in den folgenden Editionsschritten steuert. Beispielsweise kann bei einer Brief-Edition festgelegt werden, dass aus dem Briefkopf der Adressant als Person explizit modelliert wird, auf die Modellierung der Eigenschaften des Briefpapieres (Dicke, Größe, Opazität, Farbe, Verunreinigungen) jedoch verzichtet wird.
Anschließend oder parallel dazu werden ausgehend von den analogen Originalvorlagen oder ihren Scans Transkriptionen angefertigt, die den Text maschinenlesbar machen. Dies kann z. B. manuell im Double Keying-Verfahren geschehen, d. h. durch Abtippen des Textes vom Textträger durch mehrere Personen und die anschließende Prüfung von Abweichungen in den Transkriptionen. Gleichermaßen können OCR-Verfahren zum Einsatz kommen.
Daran schließt sich die strukturelle und semantische Anreicherung der Transkriptionen an, d. h. die Kodierung. Für welche Phänomene explizite Auszeichnungen in den Transkriptionen zu ergänzen sind, hängt von dem erarbeiteten Datenmodell ab. Handelt es sich z. B. um eine digitale Edition, die verschiedene Textversionen erschließt, setzt das eine Kollationierung voraus, d. h. den Vergleich dieser Versionen und die explizite Hervorhebung von Unterschieden zwischen ihnen. Dabei kann es sich etwa um hinzugefügten oder entfernten Text sowie unterschiedliche Schreibungen handeln.
Ausgehend von dieser Datenbasis können dann Modelle für unterschiedliche Präsentationsformen erstellt werden. Beispielsweise muss für die Ausgabe auf einer Webseite festgelegt werden, welche Elemente anzuzeigen sind und welche Interaktionsmöglichkeiten zur Verfügung stehen sollen. Ausgehend von diesen Modellen können dann im letzten Schritt, der Visualisierung, unterschiedliche Präsentationsformen bereitgestellt werden.

### Standards
Die Einhaltung von Standards bei der Erstellung und Publikation von digitalen Editionen ist zentral. Standardisierte Formate sorgen für eine bessere Zugänglichkeit und Wiederverwendbarkeit der unter hohem Ressourceneinsatz erzeugten Daten und fördern somit eine nachhaltigere und effizientere Forschung. Zudem wird die Langzeitarchivierung erleichtert, was für die dauerhafte Auffindbarkeit und Referenzierbarkeit der digitalen Edition als wissenschaftliche Publikation auch zu Zitationszwecken unerlässlich ist.
Für die Kodierung textueller (hierarchischer) Daten dienen die Richtlinien der Text Encoding Initiative als de facto-Standard. Das Datenmodell kann dabei unter anderem mittels DTD, XML Schema oder RELAX NG formalisiert werden. Ist die Digitalisierung der Materialien für die Edition nötig, gibt es dafür die DFG-Praxisregeln Digitalisierung.
Textuelle Daten können zudem graphenbasiert modelliert werden, was z. B. bei überlappenden Analyseebenen bedeutsam ist, die aufgrund der hierarchischen Struktur von XML nicht oder nur umständlich in diesem Format ausgedrückt werden könnten. Ein relevanter Standard ist hierbei RDF.
Für die Kodierung gesprochener Sprache ist insbesondere EXMARaLDA von Bedeutung. Musikalien können hingegen entsprechend der Richtlinien der Music Encoding Initiative sowie mittels MusicXML kodiert werden.
Für die Metadatenerfassung stehen ebenfalls zahlreiche Standards zur Verfügung. Die DFG empfiehlt für die Erfassung deskriptiver Metadaten von gedruckten Textwerken und Archivgut METS und MODS, für Handschriften METS und TEI und für dreidimensionale und bildhafte Objekte LIDO. Für die Sammlungsbeschreibung können neben diesen Standards u. a. auch Dublin Core und EAD(DDB) genutzt werden.
Bei der Visualisierung kommen je nach Präsentationsform unterschiedliche Standards zum Einsatz. Bei Webseiten ist dies insbesondere HTML in Verbindung mit CSS für die Webseitengestaltung sowie JavaScript für dynamische Inhalte.

### Werkzeuge
Digitale Editionen beschäftigen sich mit einer Vielzahl von Gegenständen und entstehen unter verschiedensten Zielsetzungen und methodischen Haltungen. Dadurch ist die Umsetzung einer einzigen Software für Editoren, die allen denkbaren Editionsprojekten gerecht werden kann, kaum realisierbar.
Die folgende Liste zeigt eine Auswahl von Forschungsumgebungen und Werkzeugen, die den Editionsprozesses unterstützen:
- Virtuelle Forschungs- und Publikationsumgebungen
  - ediarum
  - Edirom
  - TextGrid
  - FuD
  - nodegoat
  - Scripta Qumranica Electronica
  - TEI Publisher
- Werkzeuge für den gesamten Editionsprozess
  - TUSTEP
- Werkzeuge für Teilschritte des Editionsprozesses
  - Modellierung
    - ROMA für die Modellierung gemäß TEI-Richtlinien

  - Transkription
    - eScriptorium
    - Transcribo
    - Transkribus
    - OCR4all
    - Tesseract

  - Kodierung
    - Oxygen als XML-Editor
    - Neo4j

  - Kollationierung
    - Juxta
    - CollateX

  - Visualisierung
    - Reledmac[18]
    - Edition Visualization Technology (EVT)[19]

## Evaluation digitaler Editionen
Es existieren mehrere Handreichungen zur Besprechung und Beurteilung der Qualität digitaler Editionen. Die Zielsetzung ist dabei nicht nur die Bewertung einer einzelnen Edition, sondern auch die Herausarbeitung von Best Practices und die Anregung der Methodendiskussion. Die Rezensionszeitschrift RIDE des Instituts für Dokumentologie und Editorik stützt sich insbesondere auf den Kriterienkatalog von Patrick Sahle.
Sahles Katalog beinhaltet keine harte Kriterien beispielsweise zur Mindestbildpunktanzahl von Faksimiles wie sie bei der DFG vorgefunden werden können. Vielmehr werden relevante Eigenschaften von Editionen durch Fragen aufgegriffen. Diese betreffen insbesondere die Transparenz und Begründung von Editionsentscheidungen im Bereich von Datenauswahl, -modellierung, -transkription und -präsentation, die Zugänglichkeit der Daten im Sinne von Benutzerfreundlichkeit, Zitierbarkeit, Lizenzierung und Zugriffsmöglichkeiten gemäß digitalem Paradigma sowie die Verortung des Editionsvorhabens im fachwissenschaftlichen und methodischen Kontext. Die Edition wird folglich vor ihrem eigenen Hintergrund besprochen.
Andere Kriterienkataloge/Richtlinien sind u. a.:
- Guidelines for Editors of Scholarly Editions der Modern Language Association
- Förderkriterien für wissenschaftliche Editionen in der Literaturwissenschaft der Deutschen Forschungsgemeinschaft

## Beispiele
Digitale Editionen sind grundsätzlich in zwei verschiedenen Katalogen zu finden. nämlich dem "Catalog of Digital Scholarly Editions" von Patrick Sahle und dem "Catalogue Digital Editions" von Greta Franzini.
Einzelbeispiele wären …
- CoReMA: Cooking Recipes of the Middle Ages
- Carl-Maria-von-Weber-Gesamtausgabe. Digitale Edition: Briefe.

Alle hier aufgeführten digitalen Editionen haben in der Rezensionszeitschrift RIDE eine positive Beurteilung erhalten.